# Włodzimierz Śpiewak
Włodzimierz Jan Śpiewak, noto negli Stati Uniti d'America con il nome Walter (Sosnowiec, 27 gennaio 1938 – 25 settembre 1997), è stato un calciatore polacco, di ruolo difensore. Praticò anche l'hockey sul ghiaccio.

## Caratteristiche tecniche
Nato come attaccante, cambiò ruolo divenendo difensore su suggerimento dell'allenatore Alojzy Sitko che lo utilizzò come stopper. Con il ritorno di Roman Bazan al Zagłębie Sosnowiec, venne spostato sulla fascia sinistra.
Grande lavoratore e dal rendimento costante, risultava eccellente sia nel gioco propositivo che il quello difensivo, abile nel distruggere le trame di gioco avversarie.

## Carriera

### Club
Inizia la carriera nel Zagłębie Sosnowiec, club nel quale era entrato nel settore giovanile a partire dal 1952, con cui retrocede nella serie cadetta al termine della I liga 1958, tornando però solo dopo una stagione in massima serie. Ha debuttato con lo Zaglebie il 13 agosto 1956 contro il Gwardia Varsavia, mentre la prima rete l'ha segnata il 30 giugno dell'anno seguente contro il Wisła Cracovia. Con il club di Sosnowiec vinse due coppe di Polonia, una Coppa Intertoto 1967, oltre che conquistare due secondi posti nelle stagioni 1963-1964 e 1966-1967. Fu elemento molto importante della squadra, tanto da attirare l'interesse del club militare dello Śląsk Breslavia, che provò ad ingaggiarlo cercando di fargli svolgere il servizio militare pressò di loro: solo l'opposizione del club di appartenenza, supportata dal politico locale Edward Gierek impedì il trasferimento. Con lo Zaglebie ha giocato 287 partite ufficiali, segnando 4 reti.
Nella stagione 1968-1969 viene ingaggiato dal Zagłębie Wałbrzych, con cui gioca altre due stagioni nella massima serie polacca.
Nel 1971 si trasferisce negli Stati Uniti d'America per giocare nei Chicago Eagles, che lascerà nello stesso anno per giocare con la franchigia della NASL dei St. Louis Stars. Con gli Stars chiuderà il campionato 1971 al quarto ed ultimo posto della Northern Division, non riuscendo così ad accedere alla fase finale del torneo.
Tornato a Sosnowiec, si diploma in educazione fisica ed allena alcune squadre locali, come il GKS Dąbrowa Górnicza.

### Nazionale
Dopo aver giocato nelle selezioni giovanili, nel 1962 esordisce nella nazionale di calcio della Polonia in una amichevole contro il Cecoslovacchia; militerà con le aquile bianche sino al 1964, giocando in totale otto partite.

## Statistiche

### Cronologia presenze e reti in Nazionale
| Cronologia completa delle presenze e delle reti in nazionale ― Polonia | Cronologia completa delle presenze e delle reti in nazionale ― Polonia | Cronologia completa delle presenze e delle reti in nazionale ― Polonia | Cronologia completa delle presenze e delle reti in nazionale ― Polonia | Cronologia completa delle presenze e delle reti in nazionale ― Polonia | Cronologia completa delle presenze e delle reti in nazionale ― Polonia | Cronologia completa delle presenze e delle reti in nazionale ― Polonia | Cronologia completa delle presenze e delle reti in nazionale ― Polonia |
| Data                                                                   | Città                                                                  | In casa                                                                | Risultato                                                              | Ospiti                                                                 | Competizione                                                           | Reti                                                                   | Note                                                                   |
| ---------------------------------------------------------------------- | ---------------------------------------------------------------------- | ---------------------------------------------------------------------- | ---------------------------------------------------------------------- | ---------------------------------------------------------------------- | ---------------------------------------------------------------------- | ---------------------------------------------------------------------- | ---------------------------------------------------------------------- |
| 28-10-1962                                                             | Bratislava                                                             | Cecoslovacchia                                                         | 2 – 1                                                                  | Polonia                                                                | Amichevole                                                             | -                                                                      |                                                                        |
| 28-11-1962                                                             | Belfast                                                                | Irlanda del Nord                                                       | 2 – 0                                                                  | Polonia                                                                | Qual. Euro 1964                                                        | -                                                                      |                                                                        |
| 15-5-1963                                                              | Oslo                                                                   | Norvegia                                                               | 2 – 5                                                                  | Polonia                                                                | Amichevole                                                             | -                                                                      |                                                                        |
| 22-5-1963                                                              | Varsavia                                                               | Polonia                                                                | 4 – 0                                                                  | Grecia                                                                 | Amichevole                                                             | -                                                                      |                                                                        |
| 2-6-1963                                                               | Chorzów                                                                | Polonia                                                                | 1 – 1                                                                  | Romania                                                                | Amichevole                                                             | -                                                                      |                                                                        |
| 13-9-1964                                                              | Varsavia                                                               | Polonia                                                                | 2 – 1                                                                  | Cecoslovacchia                                                         | Amichevole                                                             | -                                                                      |                                                                        |
| 27-9-1964                                                              | Istanbul                                                               | Turchia                                                                | 2 – 3                                                                  | Polonia                                                                | Amichevole                                                             | -                                                                      |                                                                        |
| 7-10-1964                                                              | Solna                                                                  | Svezia                                                                 | 3 – 3                                                                  | Polonia                                                                | Amichevole                                                             | -                                                                      |                                                                        |
| Totale                                                                 |                                                                        | Presenze                                                               | 8                                                                      |                                                                        | Reti                                                                   | 0                                                                      |                                                                        |

## Palmarès

### Competizioni nazionali
- Coppa di Polonia: 2

Zagłębie Sosnowiec: 1962, 1963

### Competizioni internazionali
- Coppa Piano Karl Rappan: 1

Zagłębie Sosnowiec: 1967